# Timi Yuro
Rosemary Timothy Yuro, professionellt känd som Timi Yuro, född 4 augusti 1940, död 30 mars 2004, var en amerikansk sångerska. På grund av sin djupa röst och dess stora omfång kallades hon "den lilla flickan med den stora rösten".  Enligt en kritiker "skapade hennes djupa, nästan maskulina röst, tillsammans med enstaka snyft en oerhörd musikalisk närvaro."

## Bakgrund
Rosemary Timothy Yuro föddes 1940 i Chicago, Illinois, USA. Hennes föräldrar var av amerikansk-italienskt ursprung. 1952 flyttade Yuro med sin familj till Los Angeles, där hon sjöng på sina föräldrars italienska restaurang och lokala nattklubbar.

## Genombrott
1959 blev Timi Yuro upptäckt av talangscouten Sonny Knight och två år senare utkom hennes debutsingel Hurt. Det var en  R&B-ballad som  tidigare hade spelats in av sångaren Roy Hamilton. Singeln klättrade till plats fyra på amerikanska Billboardlistan.
1962 producerade Bob Johnston och Clyde Otis Yuros singel What's a Matter Baby (Is It Hurting You?), som nådde plats 12 på Billboardlistan.  Hennes nästa singel The Love of a Boy nådde 1962 plats 44. Den arrangerades och skrevs av Burt Bacharach. Bacharach ämnade fortsätta samarbetet. Yuro vägrade dock att spela in Bacharachs föreslagna uppföljning, What the World Needs Now Is Love, på grund av kreativa åsiktsskillnader. Låten kom senare att spelas in av bland andra Jackie DeShannon, som fick stora framgångar med den.
1964 utkom hennes kommersiellt mest framgångsrika musikalbum The Amazing Timi Yuro, producerad av Quincy Jones. Efterföljande album lyckades aldrig nå samma framgångar. Efter en rad mer eller mindre lyckade turnéer i både Europa och USA bestämde hon sig 1969 för att dra sig tillbaka från musikbranschen.

## Senare karriär
1981 försökte sig Yuro på en comeback genom ett framträdande i nederländsk television, följt av en nyinspelning av låten Hurt som endast utkom i Nederländerna. Singeln nådde en femte plats på den inhemska singellistan. Efter dessa framgångar flyttade hon tillfälligt till Nederländerna för att där spela in skivan All Alone Am I, som sålde guld på den nederländska albumlistan. Hon flyttade så småningom tillbaka till USA, där hon bland annat spelade in skivan Today '(1982), producerad Willie Nelson. 
Under 1990-talet drabbades Timi Yuro av cancer. Hon avled 2004, 63 år gammal, i Las Vegas, Nevada.

## Eftermäle
Timi Yuros beundrades och beundras än idag av musikfans och artister i såväl USA, Storbritannien och Nederländerna. Enligt dödsannonsen i Las Vegas Sun, var Yuros mest berömda fan förmodligen Elvis Presley, som hade sitt eget bord på det Las Vegas-kasino där Yuro uppträdde i slutet av 1960-talet. (Han spelade senare även in sin egen version av låten Hurt.) Flera sångare understryker ofta under sina scenframträdanden hur stor påverkan Timi Yuro har haft på deras musikkarriär. Däribland artister som P.J. Proby och Elkie Brooks. I april 2004 meddelade sångaren och låtskrivaren Morrissey Yuros död på sin officiella webbplats och beskrev henne som sin "favoritsångare". (Morrissey spelade också in en version av Yuros Interlude tillsammans med Siouxsie Sioux 1994.) Redan under 1980-talet växte Timi Yuros popularitet på s.k. Northern Soul-klubbar i norra England. Idag anses flera av hennes inspelningar tillhöra klassiker i genren.

## Discografi

### Album
- Hurt!!!!!!! (Liberty Records 7208, 1961)
- Soul (Liberty Records 7212, 1962)
- Let Me Call You Sweetheart (Liberty Records 7234, 1962)
- What's a Matter Baby (Liberty Records 7263, 1963)
- The Best of Timi Yuro (Liberty Records 7286, 1963)
- Make the World Go Away (Liberty Records 7319, 1963)
- The Amazing Timi Yuro (Mercury Records 60963, 1964)
- Timi Yuro (Sunset Records 5107, 1966)
- Something Bad on My Mind (Liberty Records 7594, 1968)
- Live at PJ's (Liberty Records, 1969)
- The Very Best of Timi Yuro (Liberty Records LBR 1034) 1980
- All Alone Am I (Dureco Benelux 77.011, 1981)
- I'm Yours (Arcade, 1982)
- Today (Ariola, 1982)

### Samlingsalbum
- Hurt! The Best of Timi Yuro (Liberty Records, 1963 /EMI Records, 1992)
- Timi Yuro – 18 Heartbreaking Songs (Intermusic, 1993 – RMB 75061)
- Timi Yuro: The Lost Voice of Soul (RPM Records, 1993 – RPM-117)
- Timi Yuro: The Voice That Got Away (RPM Records, 1996 – RPM-167)
- The Amazing Timi Yuro: The Mercury Years (Spectrum Music – Universal International (UK), 2005 – 982-596-5)
- Timi Yuro: The Complete Liberty Singles (Real Gone Music, 2012 – RGM-0066)
- Timi Yuro: I'm a Star Now Rarities 1956–1982 (RPM RECORDS, 2014 – RPM-955)
- Timi Yuro: Hurt!/Live at PJs (Liberty Bell, 1986 – LST-7208, Italy, 2 lps on 1 cd)
- Timi Yuro: Something Bad on My Mind/The Unreleased Liberty Collection(Morello Records, 2015 – MRLLX-50)